# Interstate 91
I-91 eller Interstate 91 är en amerikansk väg, Interstate Highway.

## Delstater vägen går igenom
- Connecticut
- Massachusetts
- Vermont